# Allen (Metro de Los Ángeles)
Allen o Allen/College es una estación en la línea A del Metro de Los Ángeles y es administrada por la Autoridad de Transporte Metropolitano del Condado de Los Ángeles. La estación se encuentra localizada en Pasadena, California entre la Avenida North Allen y la Interestatal 210. Esta estación sirve a estudiantes y facultad del Pasadena City College.

## Conexiones de autobuses
- Metro Local: 177, 256, 686
- Pasadena ARTS: 10, 40
- Pasadena City College Shuttle (solamente facultad y estudiantes)